# Rivolgimento per manovre esterne

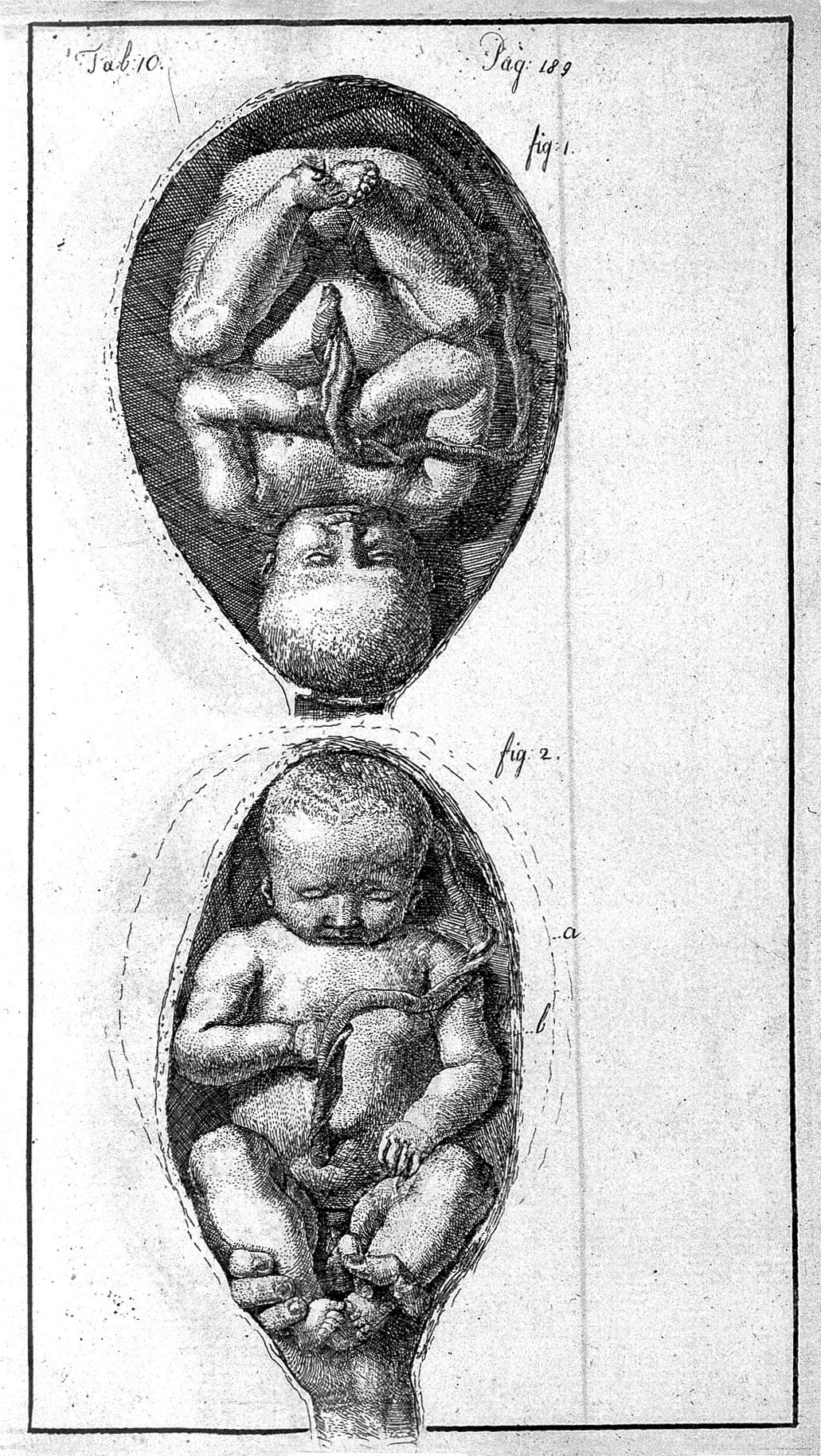
Presentazione cefalica (in alto) e podalica (in basso) del feto, in una tavola antica di George Stubbs.

Il rivolgimento per manovre esterne o rivolgimento esterno manuale o manovra di rivolgimento è una tecnica ostetrica. Consiste nel modificare la presentazione podalica o trasversale del feto in una presentazione cefalica, favorendo il parto fisiologico. Il suo obiettivo è ridurre il ricorso al taglio cesareo per presentazione podalica. Si tratta di una pratica raccomandata dalle Linee guida nazionali dell'Istituto Superiore di Sanità sul taglio cesareo pubblicate nel 2012. La manovra di rivolgimento viene eseguita solitamente tra 36 e 37 settimane di età gestazionale, ma può anche essere eseguita successivamente se viene scoperta la presentazione podalica. In Italia è una procedura offerta dal Servizio Sanitario nazionale e viene eseguita da un medico in regime di ricovero giornaliero. In caso di fallimento della manovra di rivolgimento viene programmato il taglio cesareo elettivo.

## Indicazioni
Il rivolgimento per manovre esterne è una procedura indicata in caso di gravidanza senza complicazioni con feto singolo. La revisione della letteratura scientifica riportata nelle Linee guida indica che l'efficacia nelle donne primipare con presentazione podalica a termine è compresa tra il 40 e il 60% e che le complicazioni sono rare. Tuttavia alcune pazienti rifiutano di ricorrere a questa procedura, preferendo il taglio cesareo . Altri mezzi per favorire la versione spontanea del feto sono l'agopuntura e la moxibustione che tuttavia non sono raccomandate nelle Linee guida dell'Istituto Superiore di Sanità.  

## Controindicazioni
La manovra di rivolgimento non è indicata in caso di gravidanze multiple, travaglio in corso, rottura prematura delle membrane, patologia cardiaca materna, placenta previa, cicatrici e malformazioni uterine e altre particolari condizioni cliniche materne o fetali. Invece la presenza di una cicatrice uterina da precedente taglio cesareo non esclude la possibilità di eseguire il rivolgimento.

## Attuazione
Per facilitare la manovra si effettua un'iniezione di farmaco tocolitico (beta-2-mimetici ). Prima di procedere viene eseguita un'ecografia per controllare la posizione del feto e verificare l'assenza di controindicazioni e la posizione del cordone ombelicale. Si verifica il benessere fetale registrando la frequenza cardiaca per 30 minuti prima della procedura 

### Tecnica
Il medico fa fare una capriola al feto spingendo in alto i piedi, con una mano sopra il pube della madre, mentre l'altra mano agisce sulla testa spingendola nella direzione della rotazione. 
Sia che la manovra riesca o meno, la frequenza cardiaca fetale viene monitorata per due ore dopo la procedura e per 30 minuti il giorno successivo. In caso di complicazioni può essere effettuato un taglio cesareo d’urgenza.

## Complicazioni
Le complicazioni sono rare (meno del 2% ) e possono richiedere il ricorso a un taglio cesareo d'emergenza in meno dell'1% dei casi  .
Tra le possibili complicazioni si annoverano: emorragie, anomalia della frequenza cardiaca fetale, rottura prematura delle membrane, sanguinamento uterino, ematoma retroplacentare, mortalità perinatale in via eccezionale  .